# The Similitude of a Dream: Live in Tilburg 2017
The Similitude of a Dream: Live in Tilburg 2017 è il secondo album dal vivo del gruppo musicale statunitense The Neal Morse Band, pubblicato il 15 giugno 2018 dalla Radiant Records.

## Descrizione
Contiene l'esecuzione integrale del concept album The Similitude of a Dream avvenuta durante la tappa del tour The Road Called Home 2017 di Tilburg, definito dal frontman Neal Morse come «una notte epica di un tour epico»:

## Tracce
Testi di Neal Morse, musiche di Neal Morse, Mike Portnoy, Randy George, Bill Hubauer e Eric Gillette, eccetto dove indicato.

### Edizione fisica
CD 1
1. Intro – 2:57
2. Long Day – 1:42
3. Overture – 5:40
4. The Dream – 2:42
5. City of Destruction – 4:57
6. We Have Got to Go – 2:24
7. Makes No Sense – 3:59
8. Draw the Line – 3:57
9. The Slough – 2:58
10. Back to the City – 4:15
11. The Ways of a Fool – 6:53
12. So Far Gone – 5:08
13. Breath of Angels – 7:14
14. Slave to Your Mind – 6:32
15. Shortcut to Salvation – 4:47

CD 2
1. The Man in the Iron Cage – 5:16
2. The Road Called Home – 3:21
3. Sloth – 7:58
4. Freedom Song – 3:58
5. I'm Running – 3:43
6. The Mask – 4:48
7. Confrontation – 3:49
8. The Battle – 2:57
9. Broken Sky/Long Day Reprise – 11:29
10. Momentum – 8:33 (musica: Neal Morse)
11. Author of Confusion – 10:07 (testo: Neal Morse, Randy George – musica: Neal Morse)
12. Agenda – 2:26 (testo: Neal Morse, Mike Portnoy, Randy George, Bill Hubauer, Eric Gillette)
13. The Call – 10:50 (testo: Neal Morse, Mike Portnoy, Randy George, Bill Hubauer, Eric Gillette)

BD/DVD 1
1. Intro – 2:48
2. Long Day – 1:43
3. Overture – 5:41
4. The Dream – 2:42
5. City of Destruction – 4:59
6. We Have Got to Go – 2:24
7. Makes No Sense – 3:59
8. Draw the Line – 3:58
9. The Slough – 2:58
10. Back to the City – 4:15
11. The Ways of a Fool – 6:53
12. So Far Gone – 5:08
13. Breath of Angels – 7:15

BD/DVD 2
1. Slave to Your Mind – 6:04
2. Shortcut to Salvation – 5:40
3. The Man in the Iron Cage – 5:17
4. The Road Called Home – 3:21
5. Sloth – 7:59
6. Freedom Song – 3:58
7. I'm Running – 3:44
8. The Mask – 4:49
9. Confrontation – 3:48
10. The Battle – 2:58
11. Broken Sky/Long Day Reprise – 11:29
12. Momentum – 8:34 (musica: Neal Morse)
13. Author of Confusion – 10:07 (testo: Neal Morse, Randy George – musica: Neal Morse)
14. Agenda – 2:27 (testo: Neal Morse, Mike Portnoy, Randy George, Bill Hubauer, Eric Gillette)
15. The Call – 12:20 (testo: Neal Morse, Mike Portnoy, Randy George, Bill Hubauer, Eric Gillette)

### Edizione digitale
1. Intro – 2:57
2. Long Day – 1:43
3. Overture – 5:40
4. The Dream – 2:42
5. City of Destruction – 4:58
6. We Have Got to Go – 2:24
7. Makes No Sense – 3:59
8. Draw the Line – 3:57
9. The Slough – 2:58
10. Back to the City – 4:15
11. The Ways of a Fool – 6:53
12. So Far Gone – 5:08
13. Breath of Angels – 7:14
14. Slave to Your Mind – 6:59
15. Shortcut to Salvation – 5:40
16. The Man in the Iron Cage – 5:16
17. The Road Called Home – 3:21
18. Sloth – 7:59
19. Freedom Song – 3:58
20. I'm Running – 3:44
21. The Mask – 4:48
22. Confrontation – 3:49
23. The Battle – 2:57
24. Broken Sky/Long Day Reprise – 11:30
25. Momentum – 8:34 (musica: Neal Morse)
26. Author of Confusion – 10:08 (testo: Neal Morse, Randy George – musica: Neal Morse)
27. Agenda – 2:27 (testo: Neal Morse, Mike Portnoy, Randy George, Bill Hubauer, Eric Gillette)
28. The Call – 13:11 (testo: Neal Morse, Mike Portnoy, Randy George, Bill Hubauer, Eric Gillette)

## Formazione
Gruppo
- Neal Morse – voce, tastiera, chitarra
- Mike Portnoy – batteria, voce
- Bill Hubauer – tastiera, mandolino, sassofono, voce
- Eric Gillette – chitarra, voce
- Randy George – basso, bass pedals, voce

Produzione
- Rich Mouser – ingegneria del suono
- Christian Rios – contenuto video
- Eric Gillette – missaggio